# Староанглійський бульдог
Староанглійський бульдог — вимерла порода собак, що виведена в Англії. Попередник бультер'єра.

## Фізичні характеристики

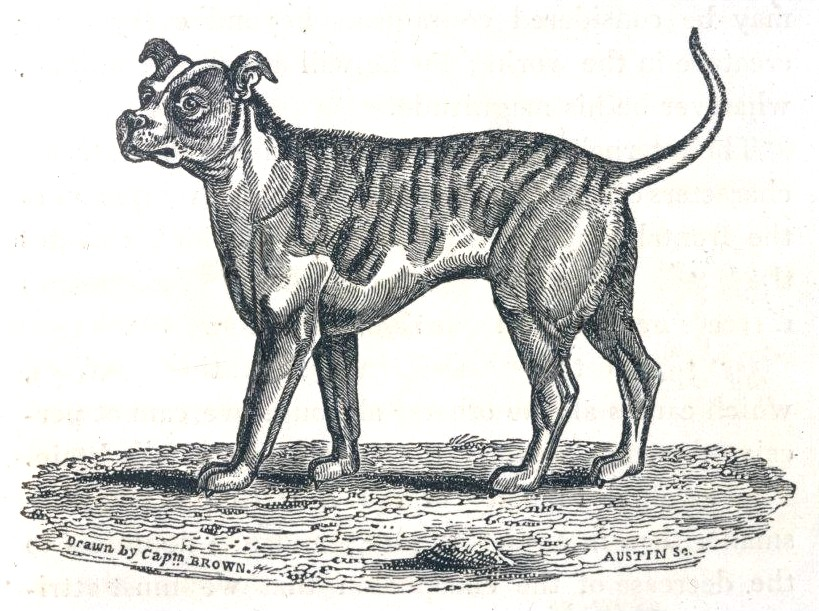
Бульдог. Томас Браун, близько 1829 року

Давньоанглійський бульдог був компактним, широким і мускулистим, як це відображено на картині «Шпаргалка і Роза». Завдяки гравюрі Джона Скотта ця картина стала найвідомішою та найбільш відтвореною картиною собак того періоду. Як описано в стандарті Philo-kuon 1865 року, середня висота становила приблизно 380 мм і вони важили близько 20 кг.

## Історія

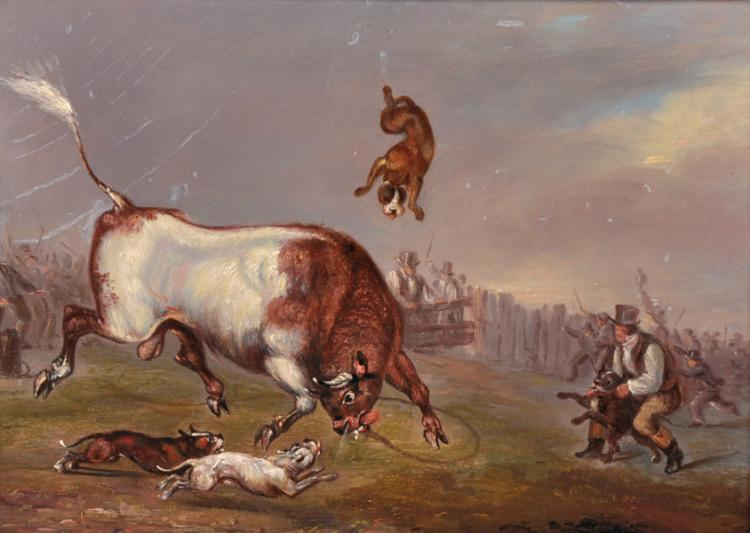
Сцена цькування биків

Породу вивели для цькування биків — англійського кривавого виду спорту. Основними місцями проведення цих боїв у Лондоні були Вестмінстерська яма, Ведмежий сад і Олд Кондуіт Філдс.

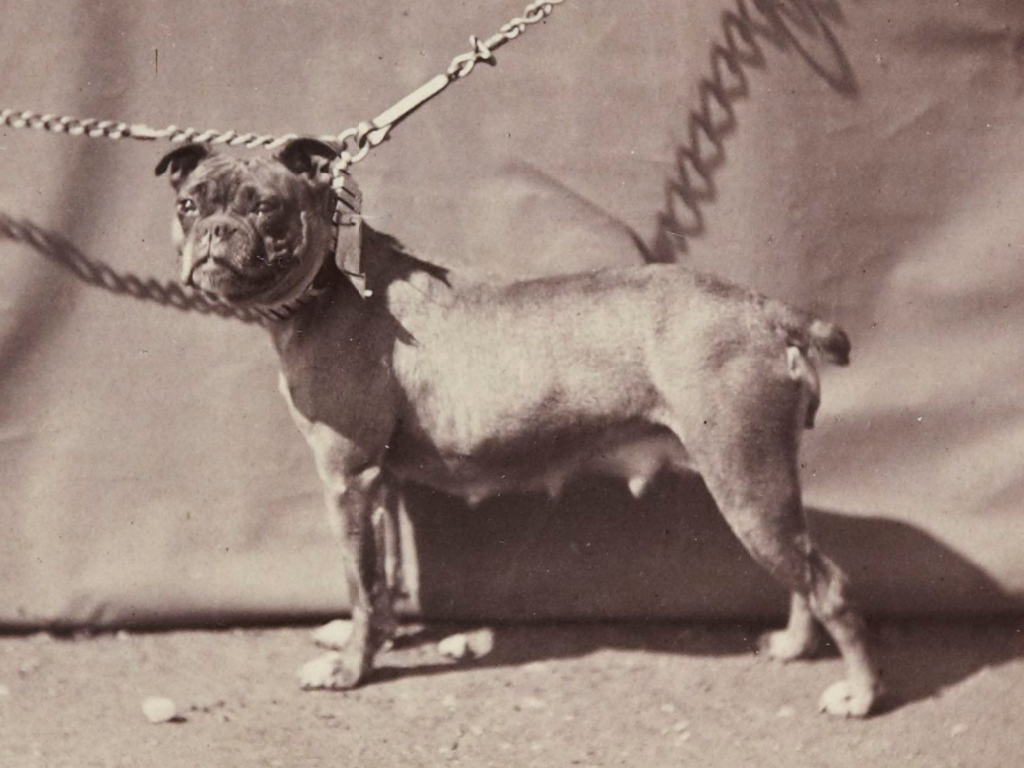
Староанглійський бульдог. Париж, 1863 рік

Історики досить впевнені, що давньоанглійський бульдог походить від стародавніх бойових собак, таких як старий мастиф або вимерла собака алаунт. Інші вважають, що справжнє походження породи не зовсім ясно. Зображення на стародруках показують, що різновид, без сумніву, був маленьким мастифом із порівняно довгою головою. Згодом слово «мастиф» було вилучено з опису цих менших мастифів, оскільки сам мастиф був визнаний занадто повільним для цькування биків.
Прийняття Закону про жорстоке поводження з тваринами 1835 року в Англії спричинило занепад цькування биків і собачих боїв, що призвело до відсутності інтересу до збереження староанглійського бульдога. Три собаки з породи староанглійського бульдога герцога Гамільтона — Оса, Чайлд і Біллі були зображені на картині та визнані одними з останніх відомих представників породи до того, як вона вимерла.
Незважаючи на закони, які забороняють собачі бої, вони тривали багато років. Селекціонери визначили, що помісь староанглійського бульдога та староанглійського тер'єра створило чудову бійцівську собаку з підвищеною швидкістю та спритністю. Ця нова порода собак була попередницею стаффордширського бультер'єра, бультер'єра та американського пітбультер'єра та прискорила вимирання староанглійського бульдога.